# Coppa USL
La USL Cup (in italiano Coppa USL), nota anche come USL Jägermeister Cup per motivi di sponsorizzazione, è una competizione calcistica statunitense alla quale prendono parte tutte le 38 squadre professionistiche affiliate alla USL.

## Storia
Nel 2024 si è svolta la prima edizione della competizione, alla quale hanno partecipato tutti i club iscritti alla USL League One, terza divisione del campionato calcistico statunitense, mentre dalla stagione 2025 il torneo è stato aperto anche alle squadre partecipanti alla USL Championship, il secondo livello della piramide calcistica del Paese.
È inoltre al vaglio l'ipotesi di far partecipare al torneo anche i club dilettantistici della USL League Two.

## Formula del torneo
La competizione si sviluppa da aprile a ottobre e lo svolgimento del torneo avviene in due fasi: la fase a gironi e quella a eliminazione diretta. Nella fase a gironi non sono previsti i pareggi, con i tiri di rigore che vengono calciati in caso di parità dopo i novanta minuti di gioco. Vengono assegnati tre punti per ogni vittoria ottenuta nei tempi regolamentari, due punti per ogni successo ai rigori e un punto per ogni sconfitta ai rigori. Nella fase a eliminazione diretta non sono previsti i tempi supplementari e si calciano direttamente i tiri di rigore in caso di parità dopo i tempi regolamentari.

## Albo d'oro
| Stagione | Campione             | Risultato        | Finalista       | Sede della finale                   |
| -------- | -------------------- | ---------------- | --------------- | ----------------------------------- |
| 2024     | Northern Colorado H. | 1-1 (6-5 d.t.r.) | Forward Madison | 4Rivers Equipment Stadium (Windsor) |

### Titoli per squadra
| Squadra              | Titoli | Anno |
| -------------------- | ------ | ---- |
| Northern Colorado H. | 1      | 2024 |